# Veiligheidsregio Gooi en Vechtstreek

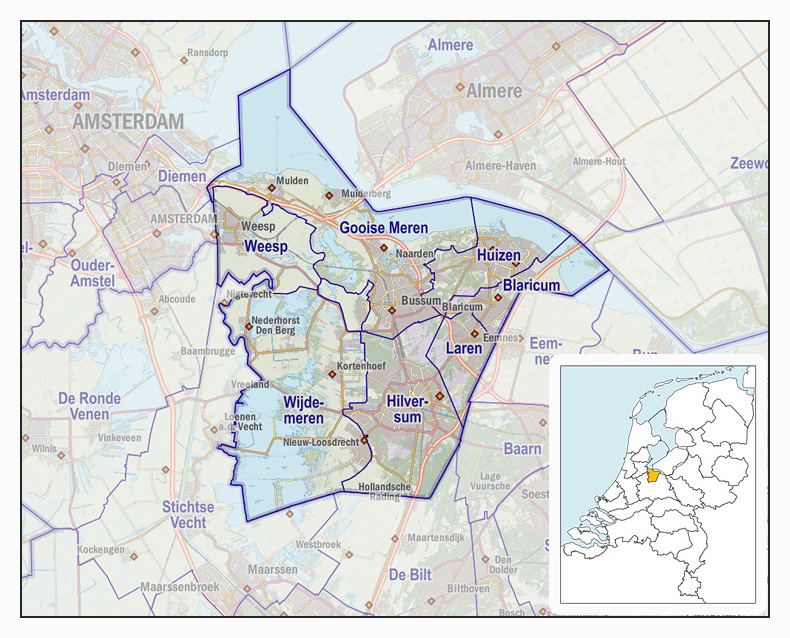
Veiligheidsregio Gooi en Vechtstreek, impressie van het landschap en indeling van gemeenten (2017)

De veiligheidsregio Gooi en Vechtstreek is de Nederlandse veiligheidsregio die het gebied Gooi en Vechtstreek beslaat, en is een van de vijf veiligheidsregio's die geheel binnen de provincie Noord-Holland vallen.

## Regioprofiel
- Inwoners: 245.090 (2013, CBS)
- Landoppervlakte: 154 km²
- De regio is qua landoppervlak en qua inwoneraantal de kleinste veiligheidsregio van Nederland.
- Veel natuurgebied in het dichtbevolkte gebied: Naardermeer, de Wijdemeren, de heides bij Bussum, Laren en Hilversum, en belangrijke bosgebieden.
- Het Gooi is de noordelijke uitloper van de Utrechtse Heuvelrug en dichtbevolkt.
- Gevaarlijke waterputten tot -28 m in het IJmeer en Gooimeer tussen Muiden en Pampus, aangelegd i.v.m. zandwinning voor Almere en Amsterdam.
- Veel watertoerisme op het Gooimeer bij Naarden en Huizen.

## Risico's

### Terrein
- Alleen BRZO (Besluit Risico's Zware Ongevallen 2015) locaties bij Hilversum, bij het ziekenhuis.
- De bossen zorgen bij warmte en droogte voor risico voor natuurbrand.
- Het westen van de regio kent veel water (meren). Bij veel regen kan dit risico's opleveren voor wateroverlast.

### Infrastructuur
- Vervoer van gevaarlijke stoffen over de A1 van Amsterdam naar Duitsland v.v. en de A27 van Utrecht naar Almere.
- De Hollandse Brug, op de grens met Flevoland, is een risico-object voor transport van gevaarlijke stoffen.
- Vervoer van gevaarlijke stoffen over het spoor van en naar Amsterdam/Duitsland.

### Sociaal-fysiek
- Er zijn veel landelijke radio- en televisiestudio's in de regio.

## Instanties
- Brandweer
- GHOR
- Gemeenten: Blaricum, Gooise Meren, Hilversum, Huizen, Laren en Wijdemeren
- Provincie
- Politie
- Justitie
- Waterschappen
- Rijkswaterstaat
- Ziekenhuizen
- Defensie
- Energiesector